# Hi5
O hi5 é uma rede social virtual. Até 2008, foi dos 20 sites mais visitados na Internet, tendo sido também a rede social mais popular em alguns países antes do Facebook. A empresa foi fundada em 2003 por Ramu Yalamanchi, que chegou a ser também o seu diretor. O hi5 chegou a afirmar que tinha 60 milhões de membros ativos, destes 4,2 milhões na América hispanófona.
Em 2010, o hi5 passou por uma reformulação, passando a concentrar-se em jogos online.
Em 2011, os ativos do Hi5 foram comprado pelo Tagged, acabando por tornar-se um mero mirror desta última plataforma. Do hi5 que fez sucesso em alguns países nesta última década, pouco resta.
Em 2017, tanto o hi5 como o Tagged foram comprados pelo The Meet Group, por 60 milhões de dólares.
Hoje em dia, o slogan do hi5 em inglês é "The social network to meet new people" ("A rede social para conhecer novas pessoas"), erradamente traduzido nas páginas iniciais em português europeu e português brasileiro como "a rede social para encontros novas pessoas".

## Recursos
No hi5, os utilizadores criam uma página pessoal para mostrar os seus interesses, idade e local de habitação (se acharem bem), podendo também carregar fotos/imagens que outros utilizadores podem comentar. Os utilizadores podem enviar entre si pedidos de amizades, podendo aceitar e rejeitar os que receberem, bem como bloquear diretamente outros utilizadores. O site também chegou a disponibilizar a possibilidade de criar álbuns de fotografia bem como instalar um leitor multimédia para reproduzir as canções favoritas dos utilizadores. Até a certa altura, também era possível aos utilizadores verem que outros utilizadores tinham visitado a sua página de perfil. Em 2008, o hi5 introduziu uma timeline ao estilo do Facebook. Porém, não era possível aos utilizadores criarem posts na sua página de perfil, estando isso reservado às pessoas às quais o seu perfil se ligava (os "amigos").

Este mapa mostra-nos os países onde o hi5 já foi mais rede social online mais popular.

 O hi5 chegou a possuir um sistema de grupos em que um utilizador pode aderir a um determinado grupo consoante os interesses desse mesmo grupo (países, cidades, canções, etc.).
Hoje em dia, como serviço de dating, o hi5 possui um serviço de swipe, ao estilo do Tinder, em que os utilizadores podem escolher se estão interessados noutros utilizadores que lhes vão sendo apresentados e que apresentem determinados critérios, como sexo, dade e/ou área de abrangência. Também possui uma página para troca gratuita de mensagens e um inusitado serviço em que os utilizadores podem "comprar" outros como pets.

## Em Portugal
O hi5 foi a rede social mais popular em Portugal na década de 2000. O hi5 foi considerado o site mais visitado pelos portugueses em 2007, segundo o site de ranking mundial alexa.com, tendo a sua popularidade em Portugal começado a disparar em 2005.[carece de fontes?] Em setembro de 2008, a plataforma tinha mais de dois milhões de utilizadores registados em Portugal.
Desde que o Facebook se tornou um caso claro de sucesso em Portugal, o número de utilizadores portugueses do Hi5 diminuiu drasticamente. Em dezembro de 2009, e segundo um estudo da Marktest, o Facebok ultrapassou o hi5 em Portugal em termos de número de páginas visitadas a partir de casa e de tempo dispendido na rede. No entanto, nesse mês, o hi5 ainda possuía mais utilizadores que o Facebook em Portugal (o hi5 tinha 904 mil utilizadores e o Facebook 719 mil). No entanto, nos anos (ou até meses) seguintes o hi5 perderia rapidamente popularidade - em maio de 2010, já 22% da população de Portugal tinha uma conta no Facebook - e hoje em dia é uma plataforma totalmente irrelevante em Portugal enquanto rede social generalista (o que já nem sequer é, uma vez que apostou num serviço de relacionamentos decalcado da sua plataforma irmã, o Tagged). Na segunda metade dos anos 2000, numa altura em que as redes reinantes nos EUA eram o MySpace e o Facebook (o primeiro mais numa primeira fase e o segundo mais numa fase tardia) e o Orkut no Brasil, o hi5 ganhou popularidade tanto junto de jovens como de adultos portugueses, embora o seu sucesso entre jovens fosse mais evidente, tendo marcado aquela que se apelida (muitas vezes, pejorativamente) de "geração Morangos". Um exemplo do sucesso e da influência do hi5 junto dos jovens portugueses pode ser visto num vídeo viral de bullying e violência escolar que está alojado publicamente no YouTube desde 2007.
Como o hi5 deixou de ser uma rede social propriamente dita e é agora rede de relacionamentos, muitos utilizadores desativaram as suas contas.
Em 2025, a aplicação do Hi5 para Android será desativada. Para os utilizadores continuarem a aceder ao serviço através de uma aplicação para Android, terão de descarregar a aplicação do Tagged. No entanto, o Hi5 continuará disponível na sua versão web.

## Idiomas
O hi5, além de estar traduzido em várias línguas, encontra-se também diferentes versões da mesma língua. Além de se encontrar em inglês, o site está traduzido também espanhol (espanhol mexicano, espanhol europeu e um espanhol que abarca vários países da América hispanófona em conjunto), francês, alemão, italiano, neerlandês, romeno, polaco, turco e português (português europeu e português brasileiro). Também foi o primeiro site de relacionamentos com versão em mirandês, tendo essa opção sido, entretanto, desativada.